# Bernardo da Corleone

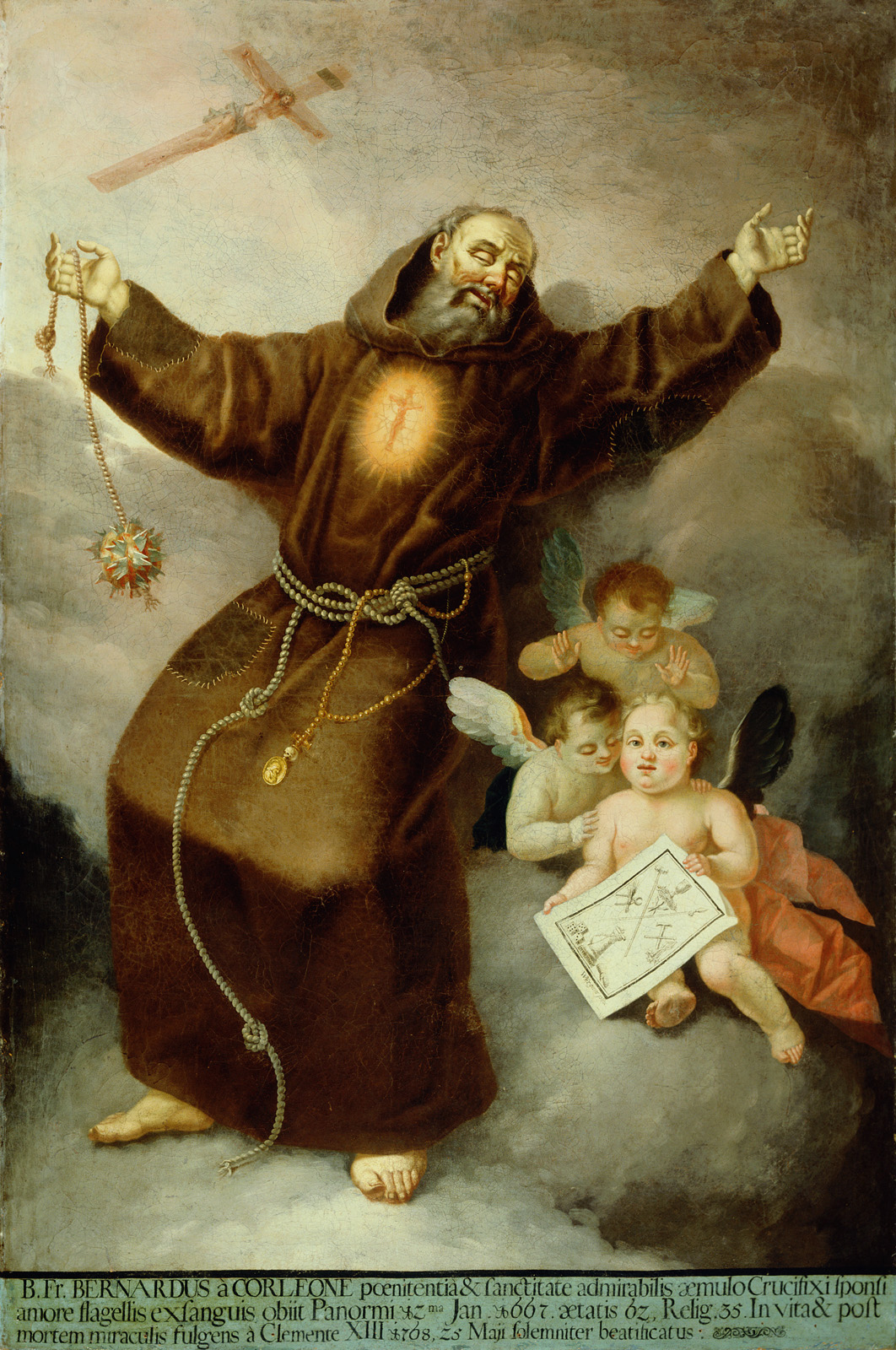
Bernardo da Corleone

Bernardo da Corleone (* 6. Februar 1605 in Corleone auf Sizilien; † 12. Januar 1667 in Palermo) war ein italienischer Kapuziner und ist ein Heiliger der katholischen Kirche.
Er wurde als Filippo Latino in Corleone geboren und lernte zunächst von seinem Vater Leonardo das Schuhmacherhandwerk. Der Junge neigte dazu, sich an Raufereien zu beteiligen, insbesondere war er bereit, auch bei geringen Provokationen sein Schwert zu ziehen. Als er neunzehn war, verletzte er einen Fremden mit dem Schwert schwer. Dieser Fremde wurde ihm jedoch ein Freund. Geprägt durch dieses Erlebnis (1624) wandte er sich mehr und mehr der Religion zu. Am 13. Dezember trat er schließlich als Novize unter dem Namen Bernardo in den Orden der Kapuziner ein.
Er wanderte zunächst von einem Kloster seines Ordens zum anderen. Dabei kam er nach Bisacquino, Bivona, Castelvetrano, Burgio, Partinico, Agrigent, Chiusa, Caltabellotta, Polizzi, Salemi und Monreale. Die letzten fünfzehn Jahre seines Lebens verbrachte er in Palermo. Innerhalb des Ordens betätigte er sich in einer Vielzahl von Arbeiten des Klosteralltages, insbesondere kümmerte er sich um die Kranken. Darüber hinaus fiel er durch intensives Gebet sowie durch Bußgesinnung und Askese auf. Er soll bereits zu Lebzeiten durch seine Fürbitte nicht erklärbare Heilungen bewirkt haben.
Seliggesprochen wurde er am 5. Mai 1768. Am 10. Juni 2001 sprach Papst Johannes Paul II. ihn heilig. Sein Gedenktag ist der 12. Januar.